# 西本願寺 (臺北市)
25°2′23.23″N 121°30′25.21″E / 25.0397861°N 121.5070028°E
西本願寺，是臺灣日治時期建於臺北市新起町的淨土真宗本願寺派佛寺，過去正式名稱為淨土真宗本願寺派臺灣別院。建物群位於今臺北市萬華區中華路一段西側、長沙街與貴陽街之間，近臺北捷運西門站、臺北市公共自行車租賃系統西本願寺廣場站、臺北市公共自行車租賃系統捷運西門站3號出口。戰後原址成為理教公所和一群違建，發生多次火災後，拆建復原其遺址。

## 歷史

### 日治時期
1895年，從軍布教使、軍隊慰問兼開教視察使渡臺。1896年開始布教，並設立臺北教會。1897年時，買收新築用地並創設婦人會，同時也開設龍谷學校。1899年，臺北布教所獲得公認。新築工程則開始於1900年。
布教所在1901年昇格為臺北別院，並且入座木佛本尊。1903年時布教所成立少年教會。1910年，成德學院開院，且開始蕃界布教。1913年，發行雜誌《慈光》，並廢撤蕃界布教使。少年教會在1915年時改稱日曜學校。1916年時，再創設大稻埕本島人布教所。前法主大谷光瑞在1917年時視察臺灣。1922年，成德學院讓渡總督府。1923年，御廟所、鐘樓、會館完工，1924年輪番所（指佛院的負責人或住持的宿舍）落成。1925年，臺北別院舉行了開教三十年紀念傳道，同年創立樹心幼稚園。
1929年改稱臺灣別院。1930年舉行新築起工式，1931年上棟。1932年本堂正式落成，並舉辦入佛式與報恩講；同年西本願寺派的王兆麟在臺南開設臺南家政女學校（今臺南市私立光華高級中學）。新建築占地有390坪。

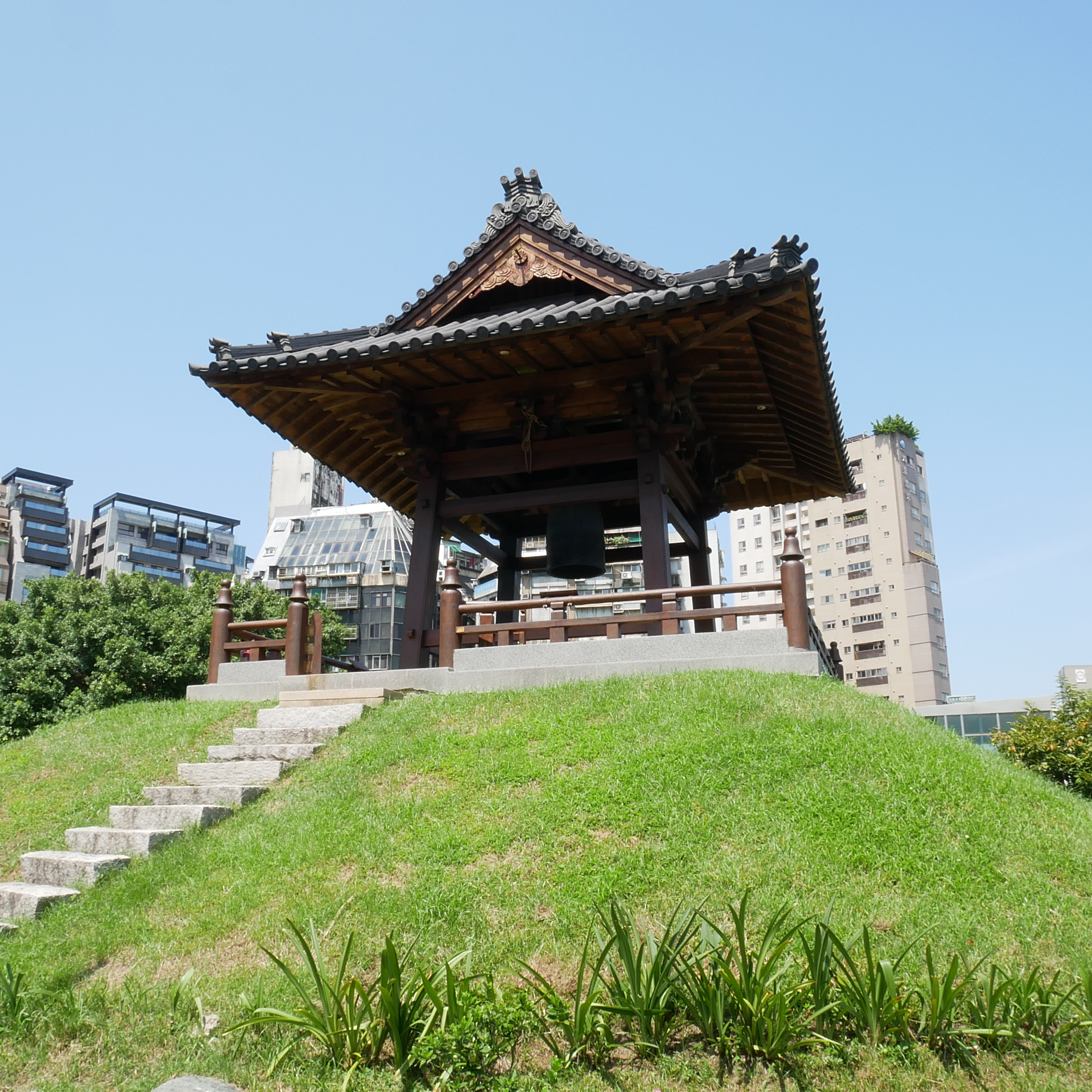
鐘樓

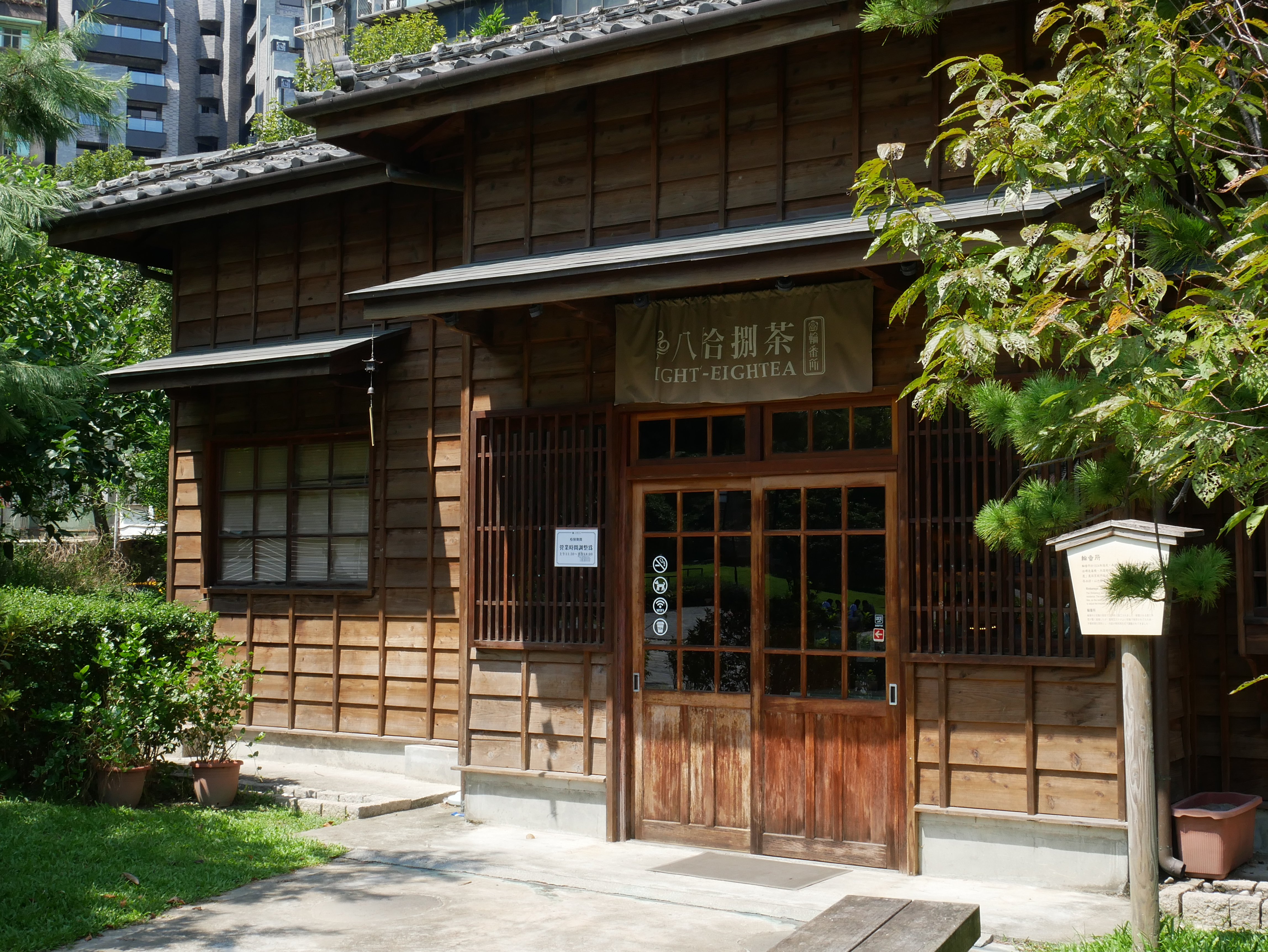
輪番所

西本願寺在當時有弘法傳教、舉辦法會、舉辦演講、存放和護送遺骨回到日本、為亡者舉辦葬禮等功能，曾經舉辦臺灣總督佐久間左馬太、臺北縣知事橋口文藏、臺灣第一代西畫家陳植棋的追悼會、臺北市協議會員張福老的公弔會、臺灣工業學校校長吉田佐次郎的葬禮，與臺灣總督府民政長官祝辰巳的逝世一週年法會。此外由於本願寺派推動社會事業，也提供緊急避難收容救護、教育的功能，例如：樹心幼稚園、日曜日學校、青年會皆使用樹心會館，又樹心佛教婦人會也曾於西本願寺舉行多次活動，成為另一種型態的社交場所，故西本願寺在日治時期可謂具備多元功能。

#### 地方寺院布敎所一覽
以下是真宗本派除台灣別院之外的地方寺院及布敎所，但省略開教年代不詳者。
| 地方寺院布敎所 |                                        |
| 開教年代       | 設置                                   |
| 1896年         | 台南布教所、台中中尊寺、基隆光尊寺     |
| 1897年         | 鹿港龍山寺、苗栗苗栗寺                 |
| 1898年         | 新竹竹壽寺                             |
| 1904年         | 馬公光玄寺                             |
| 1905年         | 台北了覺寺                             |
| 1906年         | 高雄寶船寺                             |
| 1908年         | 嘉義光照寺、塩水布教所                 |
| 1909年         | 彰化彰化寺、屏東大照寺、旗山太平寺     |
| 1911年         | 南投尊猷寺                             |
| 1912年         | 吉野布教所                             |
| 1913年         | 豐田布教所、埔里能高寺                 |
| 1914年         | 林田布教所                             |
| 1916年         | 大稻埕布教所                           |
| 1917年         | 花蓮港布教所                           |
| 1920年         | 羅東布教所                             |
| 1924年         | 恆春布教所                             |
| 1925年         | 台東布教所                             |
| 1926年         | 彌陀寺布教所、員林布教所、烏山頭布教所 |
| 1927年         | 新高布教所、玉里布教所、蘇澳布教所     |
| 1928年         | 鳳林布教所                             |
| 1929年         | 豐原布教所、潮州布教所                 |
| 1930年         | 里壠布教所、太平山布教所               |
| 1932年         | 虎尾布教所                             |

### 戰後
戰後，西本願寺部份建築為理教、軍方。建築旁邊則有聯勤被服廠、反共救國軍及大陳島撤退的軍民居住，帶有濃厚眷村色彩，曾成為軍隊傷兵收容所、樂團與宗教團體等短期進駐使用的空間。
此時期日本佛寺功能消失，中華新村和理教公所出現，但因為使用者組成複雜、出入流動頻繁，以及搭建臨時住宅、未有維護保存意識導致西本願寺建築保存環境不良，甚至引發火災燒毀部分建築，如本堂等大部分建築即於1975年焚燬。

此區域直到都市更新規劃後才再次受到重視。2006年臺北市政府指定殘存的西本願寺鐘樓、樹心會館為市定古蹟，輪番所、參道、本堂臺座、御廟所等遺蹟為歷史建築。2011年5月臺北市政府工務局公園路燈工程管理處開始整修，2013年7月開放民眾參觀。2014年3月15日，臺北市文獻委員會遷入本堂臺座。

## 外部連結
- 西本願寺輪番所、遺跡（參道、本堂、御廟所）－文化部文化資產局 （页面存档备份，存于）
- 西本願寺（鐘樓、樹心會館）－文化部文化資產局 （页面存档备份，存于）
- 西本願寺廣場－臺北旅遊網